# Kisköre
Kisköre város Heves vármegye déli szegélyén a Hevesi járásában, a Tisza-tó partján, az Alföld középső részén.

## Fekvése
Az Alföld északi peremén, a Hevesi-síkon, a vármegye déli részén, a Tisza-tó mellett található, a Tisza jobb partján.
A szomszédos települések: észak felől Kömlő, északkelet felől Tiszanána, délkelet felől Abádszalók, dél felől Tiszabura [utóbbi kettő a folyó túlpartján], nyugat felől Pély, északnyugat felől pedig Tarnaszentmiklós.
Különálló, külterületi településrésze Rákhát, a központjától néhány kilométerre északnyugatra.

### Megközelítése
Közúton három irányból közelíthető meg: Heves és a 31-es főút irányából, illetve a folyó túlsó partja felől (Abádszalók vagy Tiszabura érintésével, a kiskörei Tisza-hídon át) a 3209-es, Tiszanána felől pedig a 3213-as úton.
A hazai vasútvonalak közül a várost a Kál-Kápolna–Kisújszállás-vasútvonal érinti, melynek két megállási pontja van itt: a központ közelében Kisköre vasútállomás, a belterülettől délre, a híd jobb parti hídfője közelében pedig Kisköre-Tiszahíd megállóhely. [Régebben volt még egy megállóhelye, Rákhát településrész mellett, de ott ma már nincs személyforgalom.]
Autóbusszal az Eger-Kisköre-Gyula, a Gyöngyös-Kisköre-Gyula, a Gyöngyös-Kisköre-Debrecen, a Budapest-Kisköre-Tiszafüred, illetve az Eger-Kisköre-Békéscsaba útvonalakon közlekedő buszjáratokkal is elérhető.

## A nevének eredete
Első írásos említése Kure alakban 1323-ban történik. Később (14-15. század) találkozunk még a Kerey és a Kywre névvel is. A Kisköre nevet 1901-től viseli, korábban a név Kis-Köre alakját használták.

## Története
A régi falu több mint 700 éves történelme során többször is elnéptelenedett. A környék falvainak jelentős részéhez hasonlóan előbb az egri, utána a szatmári püspökséghez tartozott, utóbbihoz egészen 1804-ig.
Lakosai főként református vallásúak voltak, megélhetésüket elsősorban a Tisza biztosította, de sokan kényszerültek szülőfalujuktól távol napszámosnak szegődni, hogy el tudják tartani családjukat. A település ma is őrzi a paraszti kultúra hagyományait, melyre rendszeres hagyományőrző találkozókkal emlékeznek.
Késő barokk műemlék templomát 1777-ben építették. A múlt tárgyi emlékeit, a népművészeti értékeket ma egy műemlék jellegű lakóházból kialakított Falumúzeumban őrzik.
A város életében döntő változást az itt épülő, 1973-ban átadott vízlépcső jelentett, amely gyökeresen megváltoztatta nem csak Kisköre, hanem a Közép-Tisza-vidék, az Alföld életét is.
Kisköre a Tisza-tavi régió egyik legnagyobb, 2005-ben városi rangot is kapott települése. Gazdag turisztikai kínálatával, látnivalóival a környék egyik meghatározó központja.
A településtől délre éri el a Tiszát a szarmaták által 324 és 337 között épített, a Dunát a Tiszával összekötő Csörsz árok nyomvonala.

## Közélete

### Polgármesterei
- 1990–1994: Dr. Orosz István (független)[3]
- 1994–1998: Járdán József (SZDSZ-MSZP-Munkáspárt)[4]
- 1998–2002: Szén József (független)[5]
- 2002–2006: Szén József (független)[6]
- 2006–2010: Szén József (független)[7]
- 2010–2014: Magyar Csilla (Fidesz-KDNP)[8]
- 2014–2019: Magyar Csilla (Fidesz-KDNP)[9]
- 2019–2024: Magyar Csilla (Fidesz-KDNP)[10]
- 2024– : Magyar Csilla (Fidesz-KDNP)[1]

## Infrastruktúra
Kisköre neve országos ismertségre a Tisza II. vízerőmű megépítésekor tett szert. A létesítmény Magyarország legnagyobb vízerőműve. Az erőművet 1967-ben kezdték építeni, üzembehelyezésére 1974-ben került sor.
A Tisza-tó idegenforgalmi jelentősége miatt 2006-ban előbb Kisköre–Tiszaszőlős–Tiszaderzs–Tiszafüred között készült el a tavat körülölelő kerékpárút egy 13,7 km hosszú szakasza, majd 2007-ben átadták a Kisköre–Poroszló közti 23 kilométeres szakaszt is.

## Népesség
A település népességének változása:
| Lakosok száma | 3336 | 3272 | 3211 | 3184 | 3160 | 3102 | 2869 | 2900 | 2606 | 2593 |
|               | 1996 | 1998 | 2001 | 2003 | 2006 | 2008 | 2011 | 2014 | 2022 | 2024 |

2011-ben a település lakosságának 87%-a magyar, 12%-a cigány, 1%-a egyéb nemzetiségűnek vallotta magát.
A 2011-es népszámlálás során a lakosok 70,3%-a magyarnak, 9,6% cigánynak, 0,3% németnek mondta magát (29,4% nem nyilatkozott; a kettős identitások miatt a végösszeg nagyobb lehet 100%-nál). A vallási megoszlás a következő volt: római katolikus 41,3%, református 3,3%, felekezeten kívüli 19,5% (33,8% nem nyilatkozott).
2022-ben a lakosság 82,2%-a vallotta magát magyarnak, 4,8% cigánynak, 0,3% németnek, 1,3% egyéb, nem hazai nemzetiségűnek (17,8% nem nyilatkozott; a kettős identitások miatt a végösszeg nagyobb lehet 100%-nál). Vallásuk szerint 25,7% volt római katolikus, 1,9% református, 0,1% görög katolikus, 0,1% izraelita, 1,3% egyéb keresztény, 0,5% egyéb katolikus, 21% felekezeten kívüli (49,3% nem válaszolt).

## Nevezetességei
- Tájház
- Késő barokk templom
- Kiskörei vízlépcső és hallépcső
- Szabadvizű strand
- Kiskörei kilátó[18]
- Kiskörei Vízerőmű